# Nicandro Pereyra
Nicandro Pereyra (21 de octubre de 1914, Santiago del Estero -  1 de marzo de 2001, Buenos Aires) fue el fundador del periódico literario Tuco y miembro de la asociación de escritores del Noroeste argentino “La Carpa (Grupo Literario)”. Escritor prolífico, cuenta con una extensa obra, mayormente poética. 

## Biografía
Nicandro Pereyra nació el 21 de octubre de 1914 en Santiago del Estero. Su infancia estuvo signada por la pobreza. A los cuatro años contrajo meningitis por lo que su madre, Tomasa Pereyra, se trasladó con el pequeño Nicandro a Tucumán para tratar su enfermedad. Poco después, la familia de Pereyra encontró sitio definitivo en Tucumán.
En 1936 recibió el título de Contador Público Nacional por la Universidad Nacional de Tucumán. Sin embargo, eso no impidió que Pereyra se interesara por otras disciplinas académicas como el Derecho y las Letras. Entre 1938 y 1939 fue estudiante regular de abogacía, y más tarde, entre 1943 y 1945, frecuentó las clases de la Facultad de Filosofía y Letras en carácter de oyente. Su paso por Filosofía y Letras le permitió trabar amistad con algunos jóvenes escritores que, hacia mediados de la década de 1940, buscaban una renovación poética del noroeste argentino. 
En 1941 se encontraba en San Juan cuando publicó su primer libro de poemas: Mi canto. “Allí había comenzado mi carrera literaria”, declaró el autor en una entrevista. En 1942, nuevamente radicado en Tucumán, publicó su segundo libro de poemas, Poemas simples. En 1943 fundó el periódico literario Tuco. En 1944 integró, junto con otros jóvenes escritores, uno de los movimientos literarios más importantes del norte argentino: “La Carpa”. En esos años de enorme actividad, Pereyra difundió las letras en sesiones orales, escribió artículos periodísticos, organizó conferencias y dictó talleres literarios. 
Tras el fatídico terremoto de San Juan ocurrido en 1944, Pereyra fue el encargado de impulsar la “Comisión por 10.000 libros”. El acto se llevó a cabo en abril de 1944 en la Sociedad Sarmiento. El derecho de entrada consistió en un libro para la Biblioteca Franklin de San Juan. 
Dos años más tarde, en 1946, abandonó Tucumán, rumbo a Buenos Aires. 
Ya en Buenos Aires, dividió sus horas entre la escritura de poemas y el oficio de contador. Allí publicó en 1948 su tercer volumen, editado con sello de “La Carpa”, que reúne dos libros de poemas: Esther judía y Canciones a Talui. Ese mismo año difunde en Clarín la serie La joven poesía septentrional en la Argentina, que incluye notas sobre ciertos integrantes de “La Carpa” y sobre otros poetas como Orce Remis y Leda Valladares. 
En 1952 publicó Coplas del cañaveral.
En 1969 recibió el título de Doctor en Ciencias Económicas de la Universidad Nacional de La Plata.  Entre 1967 y 1975 fue miembro de la Comisión de Finanzas, Síndico y Presidente de la comisión de Filiales de Sociedad Argentina de Escritores. A su vez, fue interventor de la filial Tucumán (1974), Interventor de la filial Rosario (1975) y Miembro de la Comisión Directiva de SADE Buenos Aires (1973-1975).
En 1977 recibió el segundo premio en el Primer Concurso de Autores Teatrales Santiagueños, organizado por la Municipalidad de Santiago del Estero, con su obra de teatro La Telesita en Mailín. 
Pereyra no dejó de escribir hasta el final de su vida. En diciembre del año 2000 presentó en Buenos Aires el libro La Mama Antula, que retrata la vida de María Antonia de Paz y Figueroa. Fue su último trabajo. El 1 de marzo de 2001, a la edad de 87 años, murió en Buenos Aires. Su cuerpo descansa en el Cementerio de la Chacarita.

## Fundador del periódico literario Tuco
Durante la década de 1940 se produjo una proliferación de revistas literarias que desarrollaron un ambiente artístico e intelectual muy característico en la provincia. Aparecieron revistas y periódicos literarios como Cántico (1940), Ritmo (1941) y el Mar y la Pirámide (1943). En ese contexto, en 1943, Nicandro Pereyra lanzó el periódico Tuco, en alusión a la “luminaria muy común en el Norte argentino”, como se aclara en su primera página. 
Tuco es una gacetilla de alrededor de ocho páginas en el que se dan a conocer poemas, comentarios sobre arte y literatura, reseñas críticas y noticias de la vida intelectual de la región. En total solo vieron la luz dos números, correspondientes a mayo y junio de 1943. En sus respectivas portadas Pereyra figura como director.
Siguiendo a Martínez Zuccardi, Tuco se propone crear una imagen de grupo con objetivos comunes. Intenta posicionar al grupo de redactores como innovadores, en relación con la tradición literaria regional en boga hasta ese momento. Además, plantea posiciones muy definidas en torno al concepto de escritor. En efecto, denomina “autores auténticos” a todos aquellos poetas que, bajo el ideario de Tuco, consagran su vida al oficio, a diferencia de los meros “versificadores ocasionales”.
El periódico reunió a muchos de quienes de distintos modos integraron luego “La Carpa (Grupo Literario)” y la Muestra colectiva de poemas. En ese sentido, Tuco fue un antecedente de “La Carpa” en la medida en que constituyó la primera agrupación de varios de sus integrantes y, además, porque en su declaración de propósitos se leen ideas similares a las presentes en el prólogo-manifiesto de la asociación.

## Miembro de La Carpa
En 1943 se fundó la asociación de jóvenes escritores La Carpa. Dicha agrupación estuvo conformada por el jujeño Raúl Galán (1913-1963), los tucumanos Julio Ardiles Gray (1922-2009) y María Elvira Juárez (1917-2009); Nicandro Pereyra (1914-2001) y Sara San Martín (1921-2001), que vivían entonces en Tucumán; la santiagueña María Adela Agudo (1912-1952) y tres figuras de Salta: Raúl Aráoz Anzoátegui (1923), Manuel J. Castilla (1918-1980) y José Fernández Molina (1921-2004). Los integrantes se encontraban unidos a través de lazos de amistad, una labor editorial y un mismo compromiso literario.
La emergencia de La Carpa proyectó un clima de profunda novedad artística en el ámbito regional convirtiéndose en un referente principal de la poesía del Noroeste del país. En estos encuentros tomaron forma principios y valores determinados que influenciaron en mayor y menor medida en la producción poética tanto de los integrantes del grupo como de generaciones posteriores. Bajo la creencia de que la poesía tiene tres dimensiones: “Belleza, Afirmación y Vaticinio”, el grupo apostaba a una poesía atenta de la naturaleza y de los sujetos que la habitan y la defensa de la identidad regional, sin caer en el regionalismo ornamental.
Pereyra fue, entre los participantes del grupo, quien más insistió en la dimensión política y ética de La Carpa. En diversas entrevistas y declaraciones consideraba que la unidad del grupo estaba dada por una posición política que él entendía como contraria al ascenso del peronismo. Esto le valió diversas polémicas con otros integrantes del grupo.
Para Pereyra, la poesía propuesta por sus integrantes debía estar sostenida por la conducta coherente de sus actos. Es decir, tanto la producción como la propia vida del poeta debían guardar una estricta coherencia con los sueños y los ideales proclamados. Sueños e ideales que, es posible pensar, se relacionan con el vaticinio de un futuro de justicia y libertad para el hombre anunciado en el prólogo a la Muestra colectiva de poemas. Pereyra vinculaba esa concepción con la oposición al autoritarismo y al militarismo de la época. 

## Obras

### Poesía
Mi canto (1941)
Poemas simples (1942)
Esther judía (1948)
Canciones a Taluí (1948)
Coplas del Cañaveral (1952)
Loada sea mi patria (1960)
Madrigal azucena (1965)
Carnaval América (1975)
Los cóndores (1975)
Apuntes con rocío de Buenos Aires (1978)
¡Tucumán, Tucumán! (1981)
La imagen y el poema (1983)
Palomapañuelo, ché bandoneón (1985)
Muchacho con glicinas (1987)
Pliego de poemas (1991)
Del Cachafaz al tango (1992)

### Prosa
Primera zafra (1949)
Poética de Roberto Ledesma (1964)
La mama Antula (2000)
Obra teatral 
La Telesita en Mailín (1978)

### Premios
Segundo premio del Primer Concurso de Autores Teatrales Santiagueños (1977) 
Premio Konex (1984)